# Johnny Haynes

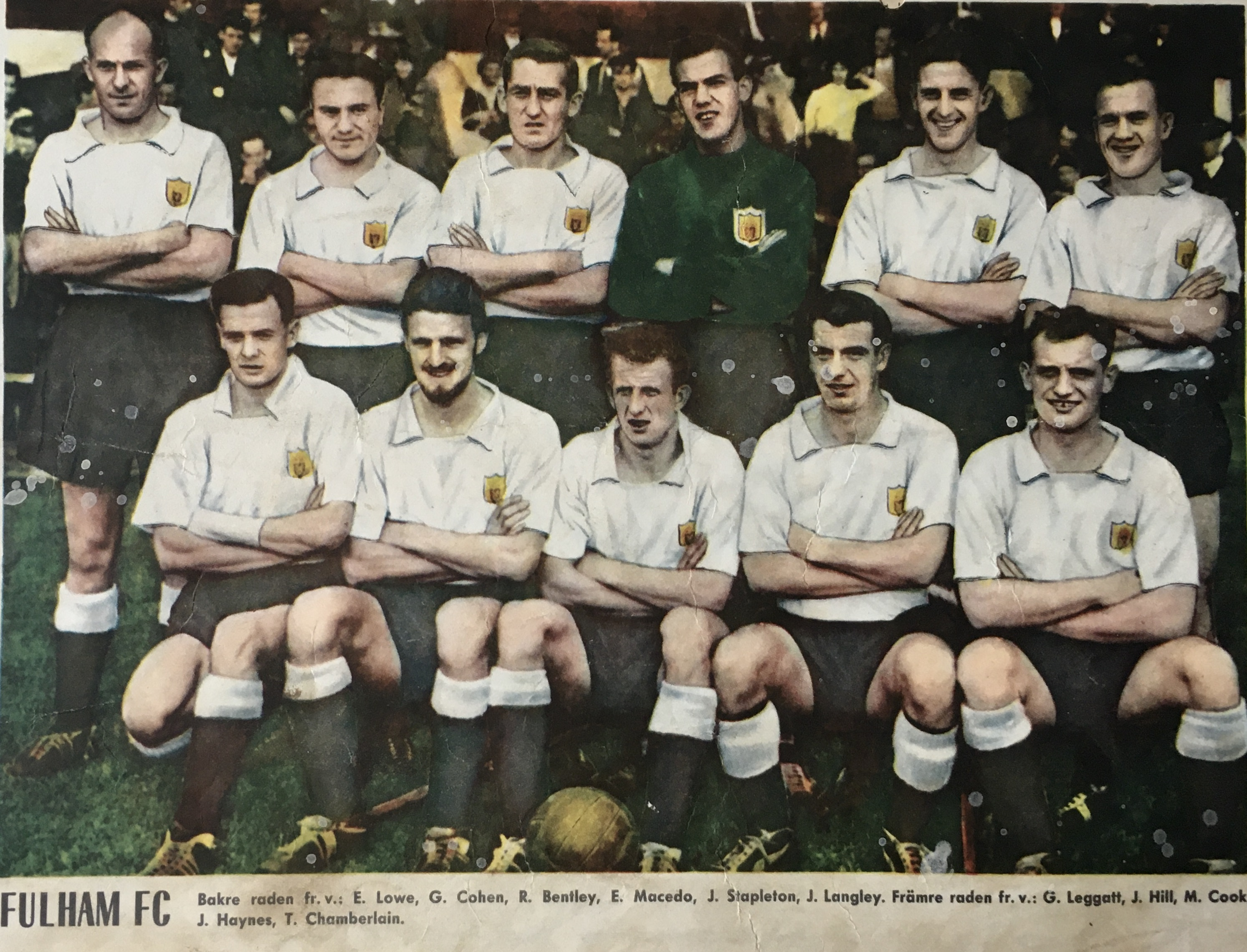
Fulham F.C., 1958 con Johnny Haynes.

John Norman Haynes, más conocido como Johnny Haynes (17 de octubre de 1934 - 18 de octubre de 2005), fue un futbolista inglés conocido por haber jugado durante 18 temporadas en el Fulham. Entre 1952 y 1970 jugó 658 partidos marcando 158 goles lo que le convierte en el futbolista del club con más partidos jugado de su historia. Fue internacional en 56 ocasiones con la Selección de fútbol de Inglaterra, 22 de ellas como capitán. 

## Vida y carrera
Johnny Haynes nació en la ciudad de Kent área de Londres , su primera escuela fue Houndsfield Escuela de Caminos, Edmonton y luego asistió a la Escuela Latymer en Edmonton durante su juventud. Fichó por el Fulham como un colegial en 1950 y jugó cedido en equipos amateurs Feltham (en la Liga de Middlesex ) Wimbledon (Liga del Istmo) y Woodford Ciudad (Liga de Delfos). Se volvió profesional en mayo de 1952, a la edad de 17 (la edad más temprana posible legalmente) e hizo su debut a los 18 años. Excepcionalmente, ya pesar de muchas ofertas de otros clubes, se mantuvo en el Fulham de toda su carrera profesional, hasta salir a Sudáfrica en 1970, donde jugó para el desaparecido Ciudad de Durban, junto a ex compañeros de equipo Fulham Johnny Byrne y Bobby Keetch.
Johnny Haynes fue el primer futbolista en aparecer en Inglaterra en todas las clases de fútbol disponibles en su época de juego - escuela, los jóvenes, menores de 23 años, «B», como a nivel internacional por completo. Su debut con la selección absoluta completa llegó el 2 de octubre de 1954, marcando un gol en una victoria por 2-0 de Inglaterra sobre Irlanda del Norte en Windsor Park , Belfast . Una exitosa carrera lo vio haciendo 55 apariciones más (los últimos 22 como capitán) con la selección nacional, con quizás su mejor partido de 1958 en que el estadio de Wembley , cuando anotó un 'hat-trick contra la Unión Soviética en la victoria por 5-0. Él se convirtió en una de las famosas estrellas de este deporte junto a Stanley Matthews y otros de la época, y fue uno de los primeros en aparecer en los anuncios (para Brylcreem ), después de Denis Compton . Él es a veces considerado el David Beckham de su época, [ cita requerida ] con su capacidad de paso excepcional lo convierte en algo así como un "conspirador" a pesar de ser un "avance en el interior". Durante su tiempo en el Fulham, fue elegido en varias ocasiones (como el capitán) para el XI Londres en la Inter-Copa de Ferias.
Se convirtió en capitán de la superficie en 1960, y un año después llevó a su equipo a un famoso 9-3 victoria sobre Escocia en Wembley, (considerado como uno de sus mejores actuaciones). Su aspecto final, para Inglaterra fue el 10 de junio de 1962, como Inglaterra fueron derrotados por 3-1 ante Brasil en la Copa del Mundo de cuartos de final en el Estadio Sausalito en Viña del Mar , Chile . Un accidente de moto en Blackpool el mismo año causó ligamento cruzado daños que le impidió jugar durante un año, y es ampliamente reconocido haber sido la causa importante para el final de su carrera en Inglaterra, que le impide aparecer en la Copa del Mundo de 1966 equipo ganador.
En su historial 658 partidos con el Fulham, 594 de ellos en la Liga de Fútbol , que llegó a ser capitán del equipo y anotó un total de 158 goles, un récord del club y uno que sólo fue superado por el delantero Gordon Davies en 1991. mejor Haynes temporada 1958-1959 fue de puntuación con 26 de 34 juegos. Se ha anotado la mayor cantidad hat-tricks (9) en el Fulham, anotó 4 goles en dos ocasiones y ni una sola vez 5 goles en Primera División de partido. Fue jugador muy generoso que permite que otros tomen las sanciones, incluso cuando estaba en un 'hat-trick . [ cita requerida ] Haynes no era un goleador, prefiriendo en lugar de configurar goles y una asistencia. Haynes es a menudo conocido por haber dicho que preferiría dar un buen balón largo en vez de puntuación de personal. A menudo se perfeccionar sus habilidades de pase solo en Craven Cottage por la que se una toalla en frente de la casa club y las bolas de ping en que el punto central.
Haynes tenía un encanto único de gestión de fútbol, haciéndose cargo de los aldeanos por un breve período en noviembre de 1968 después de que el despido de Bobby Robson como jugador-entrenador, pero Haynes nunca tuvo la ambición de ir a entrenar. En 1970, se retiró profesionalmente años 35, y se unió al club de África del Sur, la ciudad de Durban , con el que jugó una temporada y les ayudó a ganar el campeonato nacional. Esto sólo fue el ganador de medalla de su club de fútbol. [3]
Mucho tiempo después de su salida de Fulham, Haynes sigue siendo una figura inmensamente popular y respetado en el club cuyos partidarios se lo apodó "El Maestro". Sin lugar a dudas mucho más talento que sus colegas en un equipo de perfil relativamente bajo en comparación con lo mejor del día, es recordado con cariño por su tendencia a dejar de ocultar su exasperación con sus compañeros de equipo y su frecuente falta de comprensión de sus intenciones e ideas. A menudo, esto dio lugar a Haynes manos icónico-sobre la postura de las caderas, o darle un rapapolvo, por lo general a su amigo Tosh Chamberlain, que lo llevó a Fulham.
El 17 de octubre de 2005 (día de su cumpleaños 71 º), a las 02:55 CET aproximadamente (13:55 GMT), Haynes conducía su coche por carretera Dalry en Edimburgo , Escocia , la ciudad donde había vivido desde 1984 después de salir de Sudáfrica cuando se sufrió un cerebro hemorragia , lo que efectivamente le hacía tallo cerebral muerto casi instantáneamente. El coche se salió en el tráfico en sentido contrario y chocó contra un vehículo de mercancías ligeras. Aunque el accidente fue presenciado por un médico que logró, mediante la RCP, para reanimar el corazón de Johnny, que estaba efectivamente muerto. A pesar de mantenerse en un respirador durante unas 30 horas, todas las pruebas que se llevaron a cabo por el personal médico en el Hospital Real de Edimburgo , mostraron actividad negativa en el cerebro y, según la familia de los deseos de su, después de haber ganado algunos de sus órganos, el ventilador se apagó aproximadamente a las 21:00 GMT en la noche del 18 de octubre de 2005. por la tarde los informes Ese mismo día procedente de varias fuentes de noticias importantes, y el sitio web oficial del FC Fulham , sugirió que Haynes ya había muerto, pero se retractó de estas dentro de una hora, con la 'condición Haynes posteriormente describió como "grave". Su tercera esposa, Avril, quien había estado viajando en el asiento del acompañante, también resultó herido en el accidente, y se describen más adelante en el día como en "estable", después de haber sufrido cinco costillas rotas y un pulmón perforado.

### Salario
Johnny Haynes, como uno de los mejores jugadores de su época, era de interés constante para otros clubes de fútbol, lo que contribuyó a la presión que llevó a la desaparición del salario máximo de £ 20 por semana aplica al juego hasta 1961. Fulham presidente Tommy Trinder se había jactado de que Haynes era un valor de £ 100 por semana, sin esperar que la tapa de pagar £ 20 (equivalente a £ 340 en 2010) se suprimiría. Cuando se retiró, Trinder pagado sin quejarse para hacer Haynes el primer futbolista de ganar £ 100 por semana. Fulham famoso rechazó una oferta de £ 80.000 AC Milan para "El Maestro", que habría sido más del doble del récord para una transferencia en el momento y se han hecho Haynes el mejor jugador pagado del mundo.

## Homenajes
En el día de la muerte de Johnny Haynes, Alan Mullery, otro de alto perfil Fulham y el reproductor de Inglaterra, hizo el siguiente tributo: Él era el único que la razón fue a Fulham como un niño de 15 jóvenes de salir de la escuela. "Él era mi héroe , el capitán de Inglaterra y Fulham visto. La gran palabra sale de la lengua con bastante facilidad en estos días, pero que en realidad - fue. Él fue el mejor pasador de una pelota que he yo no conozco a nadie que pudiera pasar una pelota con la mayor precisión . Cualquier persona que lo vio se sabe lo que es un gran jugador que fue. "
Los fanáticos Fulham Fiduciario declaró: "Su dedicación, la habilidad, el profesionalismo, la gracia y el encanto - tanto en sus días como jugador y en la jubilación - servir como un recordatorio conmovedor para muchos de los futbolistas hoy en día acerca de lo que realmente significa la verdadera grandeza."
Jugando para Inglaterra contra Irlanda del Norte en 1955, Haynes corrió en una distancia larga en la mitad norte de Irlanda. Se encontró con la pelota al tocar el suelo y milagrosamente encendió un medio hábil-volea sobre la cabeza de un defensor, directamente a su colega Fulham Jezzard Beford, haciendo una rara aparición Inglaterra - su carrera se vio truncada por una lesión poco después de media volea Jezzard fue salvado por el portero de Irlanda del Norte Upritchard que recibieron las dos manos a la pelota, pero fue eliminado casi en la red por la fuerza del disparo. En 1959, en Craven Cottage Haynes encantados, incluso los aficionados del Tottenham, jugando un magnífico pase 30 yardas por el centro de la defensa de los Spurs - el mismo que les ayudó a "El doble" al año siguiente - que puso Jimmy Hill a través de un recorrido claro meta de la que anotó.
George Cohen, una Copa del Mundo ganador de Inglaterra en 1966 y un compañero de equipo Fulham de Johnny Haynes, declaró: tener cien individuales los recuerdos de la belleza de Juan. Una obra de teatro "destaca por la pura de la perfección sus habilidades. Yo era una obra de caridad partido que, pero para que un segundo, se ha desvanecido por completo de mi memoria. La pelota le llegó a toda velocidad en una, resbaladiza superficie húmeda, pero con el menor de los ajustes, que era casi imperceptible, que se jugó dentro de un zaguero y en el camino de una duración en el extremo. Miré a nuestro entrenador Dave Sexton en el banco y él me llamó la mirada y sacudió la cabeza como diciendo 'fantástico'. Haynes podría darle la piel de gallina en una noche húmeda en un partido que no le importaba. "
Bobby Moore , el sucesor Haynes como capitán de Inglaterra, dijo de él: uno se acostumbra a ver que la perfección se dio cuenta de que el resto del secreto. John "estaba siempre disponible, siempre con hambre por el balón, siempre con ganas de jugar. Una vez que me encantó ver el jugador. Más tarde aprendí a amar al hombre."
En 2002, Haynes se convirtió en un integrante inaugural del Fútbol Inglés Hall de la Fama del reconocimiento de su fútbol y el talento impacto en el Inglés. juego en [7] Tal vez su mayor logro como futbolista fue que la mayoría de lo que él trató de crear en el Fulham - y para algunos equipos de Inglaterra - se han dejado sentir su propio juego, pero nunca se deterioró. Siempre jugó al fútbol superlativo de los 90 minutos.

### Libros
Su All In The Game
En marzo de 2008 el primer libro completo en la carrera de Johnny Haynes fue publicado por el club fotógrafo Coton Ken y seguidor de toda la vida Plumb Martin. Eulogised por los periodistas, el libro con más de 300 páginas y 300 fotografías de todos los detalles de sus juegos y los objetivos con imágenes de archivo raras (Ashwater Press).

### Estatua
El 28 de julio de 2008, Fulham anunció que la recaudación de fondos se había iniciado, con la cooperación de los seguidores de un grupo, para producir un tributo duradero a Haynes. Una estatua fue encargada y se dio a conocer en Craven Cottage antes de la Premier League partido contra el Sunderland el 18 de octubre de 2008. La estatua también aparece en Fulham miembros emitir tarjetas en 2010.

### Estadio
Semanas después de su año del centenario, el 27 de noviembre de 2005, se anunció que el Archibald Leitch diseñado Stevenage carretera Stand en Craven Cottage pasaría a denominarse El Johnny Haynes Stand. Otras sugerencias para honrar Haynes había incluido un nuevo diseño de las puertas de Craven Cottage y el retiro de la camiseta número 10 usado por Haynes lo largo de su tiempo en el Fulham.
- Datos: Q319193
- Multimedia: Johnny Haynes / Q319193